# Маркетингове дослідження
Маркетингове дослідження (англ. marketing research) — форма бізнес-дослідження і напрям прикладної соціології, яка фокусується на розумінні поведінки, бажань та уподобань споживачів, конкурентів та ринків в економіці, що диктується ринком.
Галузь маркетингових досліджень як статистична наука була ініційована Артуром Нільсеном (Arthur Nielsen) разом зі створенням компанії ACNielsen Company в 1923 році.
Поняття ключової характеристики результатів соціальних і маркетингових досліджень — їх інформативність було введено лише у 2017 році в соціологію, маркетинг і статистику українським вченим Романом Івановичам Колядюком на основі 25-річної практики маркетингових і соціальних досліджень. Інформативність в теорії маркетингових та соціальних досліджень (Інформативність Колядюка) — це міра інформативності маркетингових і соціальних досліджень різних типів, як узагальнююча характеристика якості. Результатом маркетингових та соціальних досліджень є інформація. Тому, для планування маркетингових та соціальних досліджень чи при визначенні кращого дослідження у тендерах зручно використовувати комплексну міру якості — «Коефіцієнт Інформативності Колядюка InКо» (на кшталт проби золота: чим більша проба, тим вища якість).

## Методи маркетингових досліджень
Методи маркетингових досліджень — це прийоми, процедури й операції емпіричного, теоретичного і практичного вивчення та аналізу маркетингово середовища, в якому існує компанія.

### Класифікація методів дослідження за місцем проведення
- польові методи дослідження — дослідження маркетингової середовища в природних умовах (опитування, тестинги);
- кабінетні методи дослідження ринку;

### Класифікація методів дослідження ринку за частотою застосування дослідження
- регулярні дослідження (періодичні дослідження);
- повторні дослідження — дослідження, що проводяться з метою уточнення, підтвердження отриманої раніше інформації;
- одноразові спостереження (цільові дослідження);

### За охопленням ринку розрізняють наступні методи
- суцільні дослідження;
- вибіркові дослідження;

### Залежно від об'єкта спостереження розрізняють методи дослідження
- дослідження зовнішніх маркетингових об'єктів;
- самоспостереження (наприклад, дослідження якості обслуговування клієнтів).

### За способом отримання інформації розрізняють наступні методи дослідження ринку
- опитування — це спосіб отримання інформації шляхом з'ясування думок цільової аудиторії;
- спостереження — це спосіб отримання інформації без будь-якого впливу на об'єкт спостереження;
- експеримент — метод дослідження ринку, при якому вивчають вплив певних факторів на об'єкт вивчення, методом контрольованої зміни одного або декількох факторів та відстеження їх впливу на об'єкт вивчення;
- імітаційне моделювання — являє собою метод маркетингового дослідження, із застосуванням заздалегідь розробленої математичної моделі, адекватно відтворюючої поведінку об'єкту дослідження;
- метод експертних оцінок — комплекс процедур, спрямованих на отримання від фахівців інформації, її аналіз та узагальнення.

### Класифікація методів дослідження ринку по регулярності залучення аудиторії
- випадкова вибірка — випадковим чином вибрані для вивчення респонденти, що належать до цільової аудиторії;
- аксесс-панель[5] — постійна база респондентів, які беруть участь у маркетингових дослідженнях.

## Фази маркетингових досліджень

### Фаза ініціації
- Сегментування (segmentation research) — визначає демографічні, психологічні та поведінкові характеристики потенційних покупців.
- Оцінка попиту (demand estimation) — визначає приблизний рівень попиту на даний продукт.
- Прогнозування продажів (sales forecasting) — визначає очікуваний рівень продажів при даному рівні попиту.
- Дослідження процесу прийняття рішення споживачами (consumer decision process research) — визначає мотивацію людей при купівлі і процес прийняття рішення, які використовуються покупцями
- Дослідження позиціонування продукту (positioning research) — як цільовий ринок бачить марку по відношенню до конкурентів? Що марка означає для споживача?

### Фаза розробки
- Дослідження цінової еластичності (price elasticity testing) — визначає, наскільки споживачі чутливі до зміни цін.
- Тестування концепцій (concept testing) — для оцінки того, як споживачі сприймають конкретну концепцію.
- Тестування назви марки (brand name testing) — що споживачі відчувають по відношенню до назви марки.
- Дослідження іміджу марки (brand equity testing) — наскільки сприятливо споживачі бачать марку.

### Фаза дослідного виробництва і тестування
- Пробний маркетинг (Test marketing) — невеликий, обмежений запуск продукту, який використовується для визначення можливого сприйняття продукту під час запуску на більш широкий ринок.
- Тестування практичності (usability testing) — визначає, чи зможуть користувачі інтуїтивно використовувати і орієнтуватися на сайті або у програмному забезпеченні.
- Тестування реклами та просування товару (advertising research and promotion) — наскільки ефективна реклама та чи впливає вона на поведінку споживача при покупці.

### Фаза промислового виробництва і розповсюдження
- Таємничий покупець, таємний покупець (mystery shopping) — представник дослідницької компанії здійснює візит, телефонний дзвінок або інше звернення в центр обслуговування під виглядом звичайного клієнта. За підсумками процедури він фіксує свої враження (оцінка внутрішнього стану приміщення, дотримання певних стандартів обслуговування персоналом торгової точки, витрати часу і т. ін.) в спеціальному перевірочному аркуші (анкеті).
- Аудит магазину (store audit) — визначає, чи надають роздрібні магазини адекватний сервіс.
- Дослідження задоволеності замовника (customer satisfaction study) — інтерв'ю чи опитування, які визначають рівень задоволеності замовника якістю товару/послуги.
- Аудит каналів розподілу товару (distribution channel audit) — оцінює ставлення дистриб'ютора і роздрібного продавця до продукту, марки або компанії.
- Виявлення портретів покупців з історії продажів[6].

Всі ці форми маркетингових досліджень можуть бути класифіковані як дослідження по визначенню проблеми або дослідження з пошуку вирішення проблеми.
Схожа відмінність існує між дослідженням що пізнає і дослідженням яке вирішуючим проблему (exploratory and conclusive research). Дослідження що пізнає осягає суть проблеми або ситуації. Воно повинно отримувати остаточні рішення тільки з надзвичайною обережністю. Дослідження, яке вирішує проблему, надає висновок: результат дослідження може бути узагальнений на все населення.
Обидва, дослідження що пізнає та дослідження що вирішує проблему, є прикладами первинного дослідження. Компанія проводить і збирає первинні дослідження для своїх власних цілей. Це контрастує з вторинним дослідженням: дослідженням, опублікованим раніше і зазвичай проведене кимось іншим. Вторинне дослідження коштує набагато менше, ніж первинне дослідження, однак вторинне дослідження рідко приходить у формі, що задовольняє вимогам дослідника.
Методичну основу маркетингових досліджень складають загальнонаукові, аналітико-прогностичні методи і методичні прийоми, запозичені з інших галузей знань.
Загальнонаукові методи:
- системний аналіз дозволяє розглядати будь-яку ринкову ситуацію як певний об'єкт для вивчення з великим діапазоном внутрішніх і зовнішніх причинно-наслідкових зв'язків;
- комплексний підхід застосовується при дослідженні ринкової ситуації, розглядаючи її як об'єкт, який має різний прояв. Якщо взяти ринок певного товару, то його необхідно розглядати з точки зору попиту, пропозиції, ціни, життєвого циклу товару;
- програмно-цільове планування широко використовується при виробленні і реалізації стратегії і тактики маркетингу. Більш того, можна сказати, що маркетинг — це і є програмно-цільовий підхід до сфери ринку, на підставі якого будується вся планова маркетингова діяльність на підприємстві.

Аналітико-прогностичні методи:
- лінійне програмування як математичний метод для вибору найбільш сприятливого рішення застосовуються в маркетингу при виборі більш вигідного асортименту в умовах обмеженості ресурсів, розрахунку оптимальної величини товарних запасів, планування маршрутів збутових агентів;
- теорія масового обслуговування використовується при вирішенні проблем вибору черговості обслуговування замовників та інших аналогічних завдань, які дозволяють вивчити закономірності що складються, пов'язані з наявністю потоку заявок на обслуговування і дотримати необхідну черговість їх виконання;
- теорія зв'язку, розглядає механізм зворотного зв'язку дозволяє одержати сигнальну інформацію про процеси, що виходять за межі встановлених параметрів. Застосування теорії зв'язку в організаційних структурах маркетингової діяльності допомагає вдосконалювати зв'язок підприємства з ринком, підвищує ефективність використання одержуваних даних;
- теорія ймовірностей допомагає приймати рішення, які зводяться до визначення значення ймовірностей настання певних подій та вибору із можливих дій найбільш пріоритетним планування виробництва товарів;
- метод ділових ігор використовується в цілях визначення найкращої стратегії або знаходження виграшного варіанта кодів і відповідей;
- мережеве планування дає можливість регулювати послідовність і взаємозв'язок окремих видів робіт в рамках будь-якої програми (розробка програми виробництва нового товару);
- функціонально-вартісний аналіз використовується для комплексного вирішення завдань, пов'язаних з підвищенням якості продукції і одночасної економії матеріальних і трудових ресурсів. Застосування функціонально-вартісного аналізу дозволяє підприємствам вести пошук таких раціональних рішень у галузі конструювання, технології, організації виробництва і обслуговування продукції, які забезпечать її підвищену конкурентоспроможність;
- економіко-математичне моделювання дає змогу з урахуванням діючих чинників ємності ринку визначити найбільш раціональні стратегії маркетингу і можливі кроки конкурентів, оцінити оптимальні витрати для отримання необхідного розміру прибутку;
- методи експертних оцінок («Дельфі», «Мозкової атаки») дозволяють досить швидко отримати відповідь про можливі процеси розвитку тієї або іншої події на ринку, виявити сильні і слабкі сторони підприємства, оцінити ефективність тих чи інших маркетингових заходів.

У дослідженнях і розробках маркетингу активно використовуються методичні прийоми, запозичені з інших галузей знань. Найбільша частина простежується з такими науками, як соціологія та психологія, оскільки особлива увага приділяється мотивації поведінки споживачів на ринку і факторів, що впливають на нього. Методи соціології дозволяють досліджувати процеси поширення інформації на ринку, виявити ставлення споживачів до нововведень. Знайшли застосування і методи антропології, що дозволяють на основі знання національних культур і рівня життя різних народів краще вивчити ринкову середу. Антропологічні зміни використовуються також при моделюванні ряду споживчих товарів (одягу, взуття, меблів).

## Деякі терміни, що найчастіше використовуються в маркетингових дослідженнях
- Мета-аналіз (також називається технікою Шмідта-Хантера) посилається на статистичний метод об'єднання даних з різноманітних досліджень або з декількох видів досліджень.
- Концептуалізація або формування концептуального уявлення означає переклад нечітких ментальних образів в визначену концепцію.
- Операціоналізація — процес перекладу концепції в конкретну спостерігаєму поведінку, яке дослідник може виміряти.
- Точність пов'язана з акуратністю будь-якого заданого виміру.
- Надійність пов'язана з ймовірністю, що задана операційна конструкція видасть ті ж самі результати після повторного вимірювання.
- Обґрунтованість пов'язана з межами, до яких вимір надає дані, які фіксують значення операційної конструкції, визначеної в дослідженні. Він запитує, «чи Справді ми вимірюємо те, що мали намір виміряти?».
- Прикладне дослідження проводиться для перевірки конкретних гіпотез цінних для клієнта, що оплачує дослідження. Наприклад, тютюнова компанія може замовити дослідження, яке намагається показати, що сигарети добрі для здоров'я. Багато дослідників мають етичні побоювання, проводячи прикладні дослідження.
- Саджинг (Sugging — Selling Under the Guise of market research, тобто продажу під маскою досліджень ринку) — формує метод продажу, в якому продавці симулюють проведення маркетингового дослідження, проте реальною метою є отримання мотивації покупця та інформації про його процесі прийняття рішення про купівлю, щоб використовувати їх в подальшій діловій зустрічі.
- Фраджинг (frugging) є практикою отримання коштів під видом дослідницької організації.